# Zastava Švicarske
Zastava Švicarske sastoji se od bijelog grčkog križa na crvenoj podlozi. 
Uz zastavu Vatikana, jedina je od dvije zastave suverenih država, u obliku kvadrata. Omjer visine i širine je 1:1.
Švicarska zastava nastala je prema zastavi kantona Schwyz. 
Zastava Crvenog križa, nastala je prema švicarskoj zastavi, u spomen na Henry Dunanta.